# Borrebjerg
Borrebjerg er et voldsted fra 1500-tallet på Rømø. Det består af en rund banke på omkring 40 x 40 m, der hæver sig ca. 3 - 4 m over det omgivende flade engareal.
Der har været foretaget flere udgravninger på stedet, og der er fundet fundament rester fra bygninger.
Ifølge sagnet lå der en sørøverborg på Borrebjerg, hvorfra sørøvere angreb skibe på vej til Ribe.